# Uniwersytet Świętego Klemensa z Ochrydy w Bitoli
Uniwersytet Świętego Klemensa z Ochrydy w Bitoli (maced. Универзитет Св. Климент Охридски – Битола) – jeden z trzech państwowych uniwersytetów w Macedonii Północnej, mieszczący się w Bitoli, z jednostkami w Prilepie i w Ochrydzie.
Uniwersytet został założony 25 kwietnia 1979. Obecną nazwę uzyskał 8 grudnia 1994 – w tysiąclecie założenia ochrydzkiej szkoły piśmienniczej. Obecnie na uniwersytecie studiuje 15 tys. studentów, a pracuje 323 nauczycieli akademickich i 54 pracowników naukowych. 

## Struktura organizaycjna
Uniwersytet dzieli się na: 
- wydział techniczny (Bitola),
- wydział ekonomiczny (Prilep),
- wydział turystyki i wypoczynku (Ochryda),
- wydział nauczycielski (Bitola),
- wydział zarządzenia (Bitola),
- wydział nauk biotechnicznych (Bitola),
- akademię medyczną (Bitola),
- instytut badań tytoniu (Prilep),
- instytut hydrobiologiczny (Ochryda),
- instytut kultury starosłowiańskiej (Prilep).

Uniwersytet prowadzi także studia interdyscyplinarne. 

## Władze uczelni
- Rektor – Saszo Korunovski
- prorektorzy:
  - Gordana Trajkoska
  - Igor Nedelkowski
  - Ljupce Kocoski
  - Marjan Gjurowski